# Мисс США 2024
Мисс США 2024  (англ. Miss USA 2024) — 73-й национальный конкурс красоты Мисс США. Проводился 4 августа в Peacock Theater, Лос-Анджелес, Калифорния.
Победительницей стала Альма Купер из штата Мичиган. Она будет представлять США на международном конкурсе красоты Мисс Вселенная в Мексике.

## Закулисье

### Место проведения

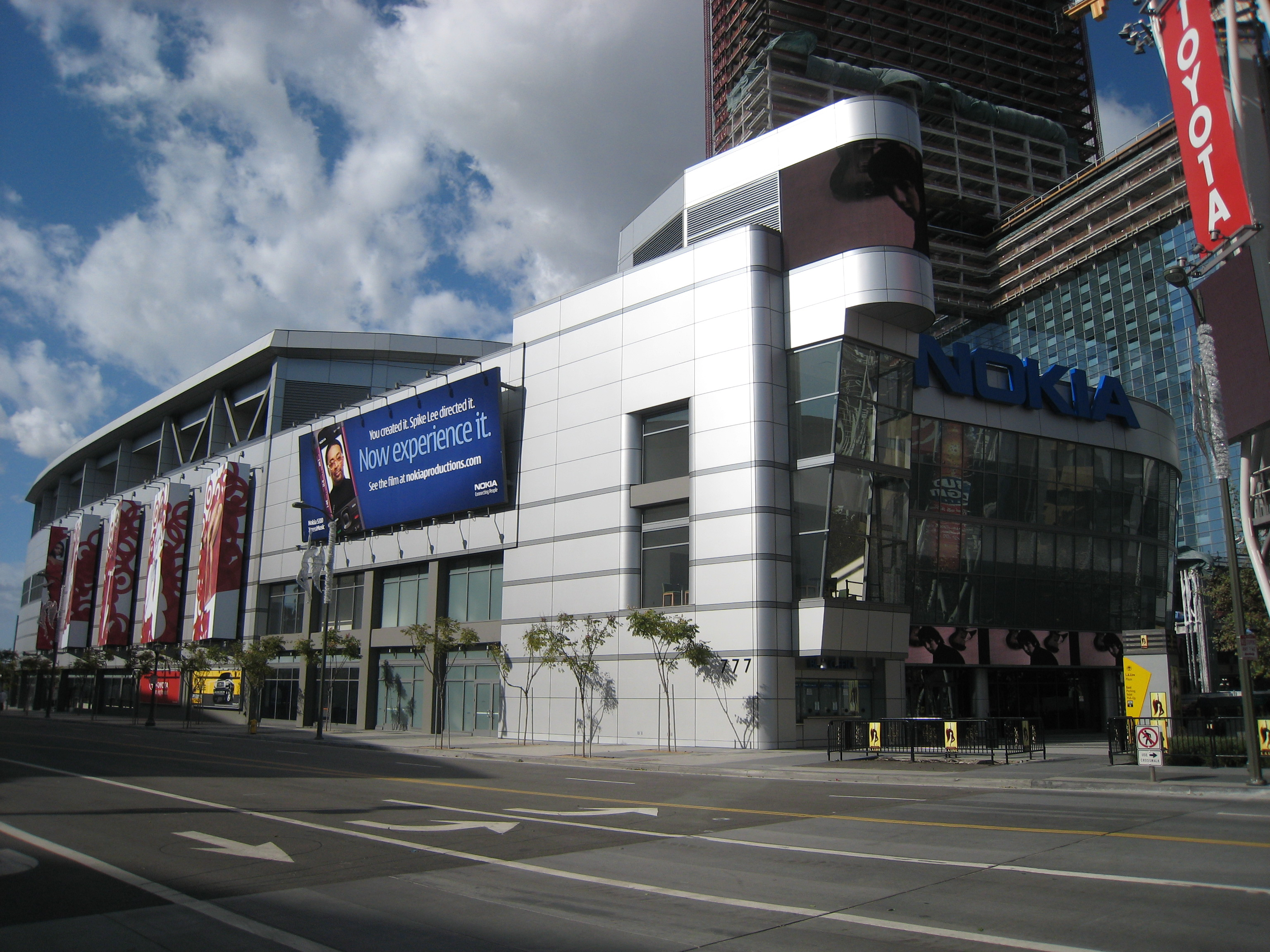
Peacock Theater в городе Лос-Анджелес, место проведения конкурса красоты.

14 июля 2022 года было сообщено, что конкурс красоты будет проводиться в течение трёх лет, с 2022 по 2024 года, под руководством и победительницей 2008 года — Кристл Стюарт. Первоначально мероприятие должно было состояться в Grand Sierra Resort в городе Рино. Это должно было быть в четвёртый раз, когда конкурс проводиться в Рино, и третий год подряд, когда конкурс проводится в городе после Мисс США 2019, Мисс США 2022 и Мисс США 2023.
29 июня 2024 года было сообщено, что конкурс 2024 года  должен пройти 4 августа 2024 в Peacock Theater, что в городе Лос-Анджелес. Это будет первый раз с 2007 года.

### Отбор участниц
Начиная с этого конкурса, организация «Мисс Вселенная» объявила, что к участию в нём будут допускаться женщины от 28 лет и старше. В предыдущих конкурсах участвовали только девушки от 18 и не старше 28 лет.
Отбор участниц от штатов должен был начаться в августе 2023 года. Однако после назначения президента и генерального директора Лейлы Роуз, отбор был отложены на неопределённый срок. Затем конкурсы штата были перенесены на март 2024 года. Первый конкурс прошёл 9 марта 2024 года в штате Теннесси, а последний конкурс 7 июля 2024 года в штате Флорида.

## Результаты

### Места
| Место         | Участница |
| ------------- | --- |
| Мисс США 2024 | - Мичиган – Альма Купер |
| 1-я Вице-мисс | - Кентукки – Коннор Перри |
| 2-я Вице-мисс | - Оклахома – Даника Кристоферсон |
| 3-я Вице-мисс | - Теннесси – Кристелл Фут |
| 4-я Вице-мисс | - Огайо – Мэйси Хадсон |
| Топ-10        | - Колорадо – Джесси Каламбаи - Гавайи – Бриа Ямат - Массачусетс – Мелисса Сапини - Техас – Аарианна Уэр - Виргиния – Химанви Панидепу |
| Топ-20        | - Калифорния – Саманта Рамос - Вашингтон (округ Колумбия) – Клео Торрес - Иллинойс – Грейс Роди - Айова – МакКензи Ариана Керри § - Канзас – Белла Уитлок - Миссисипи – Кейли Брук МакКоллум - Невада – Наджах Али - Нью-Йорк – Марицца Дельгадо - Северная Каролина – МакКензи Хэнсли - Южная Каролина – Грейсен Грейнджер |

§ – Вошла в Топ-20 по результату онлайн голосования

### Специальные награды
Специальные награды врученные конкурсанткам:
| Специальная награда                  | Участница                       |
| ------------------------------------ | ------------------------------- |
| Лучший в купальнике                  | - Кентукки — Коннор Перри       |
| Лучшее вечернее платье               | - Теннесси — Кристелл Фут       |
| Лучшее интервью                      | - Мичиган — Альма Купер         |
| Наилучшее влияние (Социальное медиа) | - Виргиния — Химанви Панидепу   |
| Мисс Фотогеничность                  | - Массачусетс — Мелисса Сапини  |
| Мисс Конгениальность                 | - Канзас — Маделин Болман       |
| Выбор зрителей                       | - Айова — МакКензи Ариана Керри |

## Конкурс

### Отборочный комитет
- Шина Шей[англ.] — Телевизионная личность[10] (only as final telecast judge)
- Анастасия Суаре – Генеральный директор Anastasia Beverly Hills[англ.][10]
- Гевин Дегро – Певец[10] (only as final telecast judge)
- Кэрол Гист – Победительница Мисс США 1990[10]
- Наташа Грациано – Мотивационный оратор[10]
- Н. Дж. Фальк – Управляющий партнер «Athletic Propulsion Labs»[10]
- Лу Паркер – Победительница Мисс США 1994[10]
- Жожо Брагаис – Дизайнер обуви[10]

## Участницы
Список участниц конкурса:
| Штат                       | Участница             | Возраст | Родной город   | Примечания                                                                                                   |
| -------------------------- | --------------------- | ------- | -------------- | --- |
| Алабама                    | Диана Вестховен       | 21      | Веставия-Хиллз | |
| Аляска                     | Бренна Шааке          | 29      | Фэрбанкс       | |
| Аризона                    | Кристина Джонсон      | 41      | Финикс         | |
| Арканзас                   | Маделин Болман        | 22      | Фейетвилл      | В прошлом участница «Юная мисс Арканзас 2021» Первая кузина Мэдисон Марш победительницы Мисс Америка 2024    |
| Калифорния                 | Саманта Рамос         | 24      | Санта-Моника   | |
| Колорадо                   | Джесси Каламбаи       | 26      | Денвер         | |
| Коннектикут                | Шавана Кларк          | 29      | Бриджпорт      | |
| Делавэр                    | Алиса Бейнбридж       | 25      | Ньюарк         | В прошлом участница«Мисс Пенсильвания 2022» В прошлом участница «Miss Pennsylvania's Outstanding Teenъ 2016» |
| Вашингтон (округ Колумбия) | Клео Торрес           | 26      | Вашингтон      | |
| Флорида                    | Пейтон Льюис          | 26      | Орландо        | |
| Джорджия                   | Эммалин Фармер        | 24      | Виндер         | |
| Гавайи                     | Бриа Ямат             | 27      | Лахайна        | Сестра Кианы Ямат участницы «Мисс Гавайи 2022»                                                               |
| Айдахо                     | Кейтлин Видмайер      | 28      | Кер-д’Ален     | |
| Иллинойс                   | Грейс Роди            | 23      | Хинсдейл       | |
| Индиана                    | Стефани Салливан      | 33      | Элкхарт        | |
| Айова                      | МакКензи Ариана Керри | 26      | Де-Мойн        | |
| Канзас                     | Белла Уитлок          | 19      | Левенуэрт      | |
| Кентукки                   | Коннор Перри          | 23      | Лексингтон     | |
| Луизиана                   | Сидни Тейлор          | 23      | Ливингстон     | В прошлом участница «Юная мисс Луизиана 2020» (4-я Вице-мисс Юная мисс США 2020)                             |
| Мэн                        | Энн Болдридж          | 25      | Портленд       | |
| Мэриленд                   | Бейли Энн Кеннеди     | 31      | Уильямспорт    | Первая трансгендерная женщина победившая на «Мисс Мэриленд»                                                  |
| Массачусетс                | Мелисса Сапини        | 21      | Норт-Атлборо   | |
| Мичиган                    | Альма Купер           | 22      | Окемос         | |
| Миннесота                  | Муна Али              | 27      | Сент-Пол       | |
| Миссисипи                  | Кейли Брук МакКоллум  | 23      | Амори          | В прошлом участница «Юная мисс Миссисипи 2019» (3-я Вице-мисс Юная мисс США 2019)                            |
| Миссури                    | Эшли Бедвелл          | 25      | Кэмпбелл       | |
| Монтана                    | Шелби Дэнджерфилд     | 30      | Биллингс       | |
| Небраска                   | Kamryn Buchanan       | 24      | Линкольн       | |
| Невада                     | Наджах Али            | 23      | Лас-Вегас      | |
| Нью-Гэмпшир                | Ариэль Салливан       | 28      | Портсмут       | |
| Нью-Джерси                 | Джабили Кандула       | 24      | Хобокен        | |
| Нью-Мексико                | Маккензи Сайдоу       | 22      | Альбукерке     | |
| Нью-Йорк                   | Марицца Дельгадо      | 25      | Бруклин        | В прошлом участница «Мисс Земля Нью-Йорк 2022» (Вошла в Топ-20 Мисс Земля США 2022)                          |
| Северная Каролина          | МакКензи Хэнсли       | 24      | Шарлотт        | В прошлом участница «Юная мисс Северная Каролина 2017»                                                       |
| Северная Дакота            | Коди Миллер           | 31      | Эмидон         | В прошлом участница «Юная мисс Северная Дакота 2009»                                                         |
| Огайо                      | Мэйси Хадсон          | 24      | Дейтон         | |
| Оклахома                   | Даника Кристоферсон   | 22      | Лотон          | В прошлом участница «Юная мисс Оклахома 2020» (Вошла в Топ-16 на Юная мисс США 2020)                         |
| Орегон                     | Шейла Монтгомери      | 21      | Хэппи-Валли    | В прошлом участница «Юная мисс Орегон 2020» (1-я Вице-мисс Юная мисс США 2020)                               |
| Пенсильвания               | Нони Диарра           | 23      | Филадельфия    | |
| Род-Айленд                 | Кейтлинн Сантана      | 22      | Вунсокет       | |
| Южная Каролина             | Грейсен Грейнджер     | 22      | Хамер          | В прошлом участница «Юная мисс Южная Каролина 2020» (Вошла в Топ-16 на Юная мисс США 2020)                   |
| Южная Дакота               | Ахмитара Алвал        | 25      | Су-Фолс        | |
| Теннесси                   | Кристелл Фут          | 24      | Роки-Топ       | |
| Техас                      | Аарианна Уэр          | 26      | Даллас         | |
| Юта                        | Алисса Чандлер        | 21      | Американ-Форк  | |
| Вермонт                    | Саманта Вокатура      | 27      | Стоуи          | В прошлом участница «Мисс Мира Америка Вермонт 2023»(вошла в Топ-10 на «Мисс мира Америка 2023»              |
| Виргиния                   | Химанви Панидепу      | 23      | Центрвиль      | В прошлом участница «Юная мисс Виргиния 2018»                                                                |
| Вашингтон                  | Тиффани Энн Ри        | 27      | Кларкстон      | В прошлом участница Мисс Соединённые Штаты 2020                                                              |
| Западная Виргиния          | Кейли Симмонс         | 24      | Франклин       | |
| Висконсин                  | Тори Триттин          | 22      | Мадисон        | В прошлом участница «Юная мисс Миннесота 2017»                                                               |
| Вайоминг                   | Маккензи Раш          | 19      | Шеридан        | |

## Заметки
1. ↑  Возраст на момент участия в конкурсе